# Shakey (Roboter)

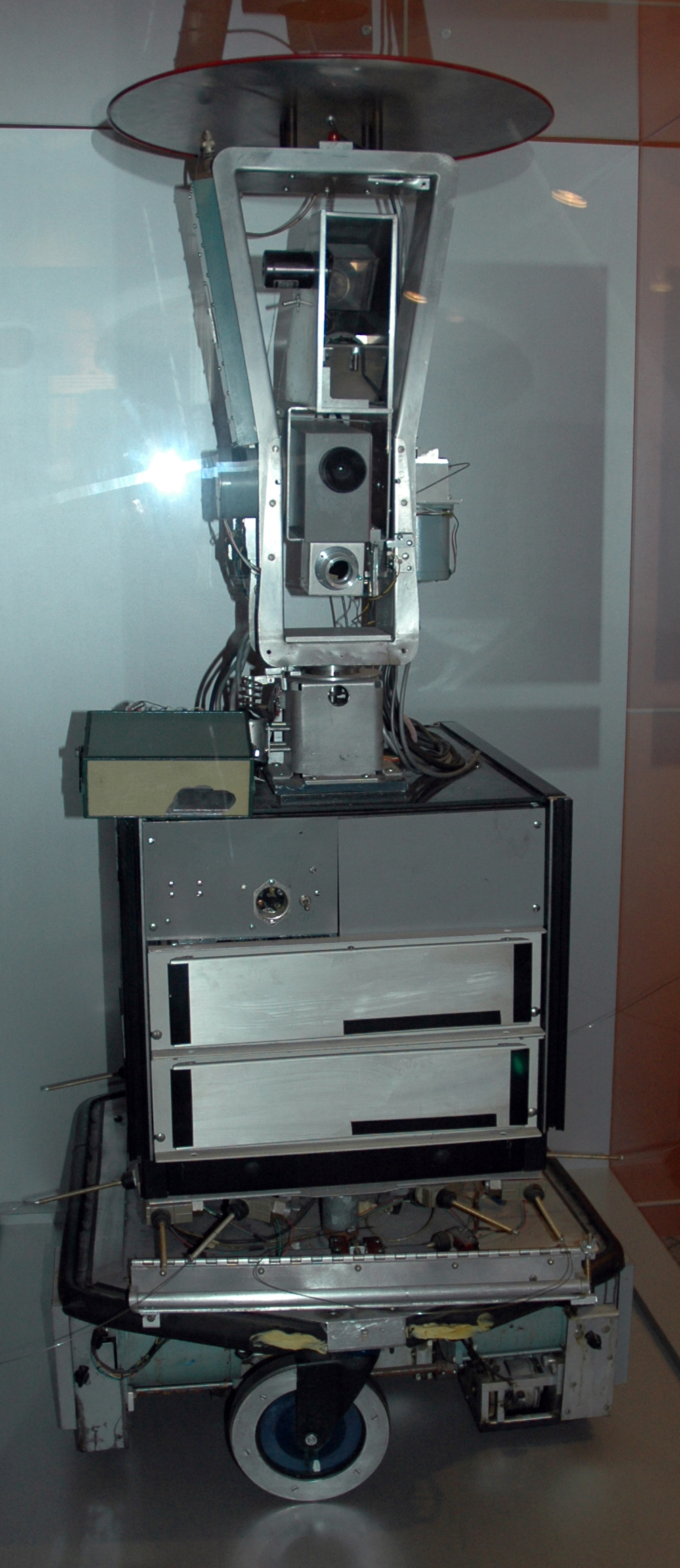
Shakey im Computer History Museum in Mountain View, Kalifornien.

Shakey war der erste mobile Roboter, der seine eigenen Aktionen planen konnte. Seine Entwicklung kombinierte Robotik, Bildverarbeitung und Natural language processing.
Er wurde im Labor für künstliche Intelligenz des Stanford Research Institutes im Zeitraum 1966 bis 1972 unter der Leitung von Charles Rosen (1917–2002) entwickelt. Die Programmierung erfolgte größtenteils in LISP.
Heute befindet sich Shakey in einer Vitrine  im Computer History Museum in Mountain View, Kalifornien im Silicon Valley. 2004 wurde er in die Robot Hall of Fame aufgenommen.

## Beispielanwendung
Nach Eingabe des englischen Kommandos „push the block off the platform“ an der zugehörigen Computerkonsole sieht sich Shakey um, identifiziert eine Plattform mit einem Block darauf und findet eine Auffahrrampe. Er schiebt die Rampe an die Plattform, rollt über die Rampe auf die Plattform und schiebt den Block von der Plattform.

## Forschungsergebnisse
Die Forschungen mit Shakey führten zur Entwicklung und Verbesserung des A*-Algorithmus, einer graphenbasierten Methode der Wegeoptimierung, und der Hough-Transformation, eines Objektidentifikationsverfahrens der Bildverarbeitung.